# Крюков, Николай Александрович (декабрист)
Крюков Николай Александрович (1800 — 30 мая 1854, Минусинск, Енисейская губерния) — декабрист, поручик квартирмейстерской части. Брат Александра Крюкова.

## Биография
Из дворян. Воспитывался в Московском университетском пансионе до 1813 года, затем в Нижнем Новгороде в пансионе Стадлера, в 1814 году находился в доме родителей. Вступил в Московское учебное заведение для колонновожатых и зачислен колонновожатым в свиту по квартирмейстерской части — 12 июня 1817 года, выпущен прапорщиком — 10 марта 1819 года. С апреля 1820 года находился на съемке в Подольской губернии. Поручик — 29 марта 1825 года. В 1825 году командирован для съемки Киевской губернии.
Член Союза благоденствия. Принят в Южное общество в конце 1820 года. Одобрял введение Республиканского правления с уничтожением монархии. Знал о планах общества предпринять действия в 1826 году. Прятал бумаги П. И. Пестеля. Арестован почти сразу же после ареста Пестеля и содержался при Главной квартире 2-й армии. Отправленный из Тульчина в Петербург 28 декабря 1825 года, доставлен на главную гауптвахту 5 января 1826 года; 6 января 1826 переведен в Петропавловскую крепость.
Осужденный, как и брат А. А. Крюков, по II разряду и по конфирмации 10 июля 1826 года приговорен к каторжным работам на 20 лет, срок каторги сокращен до 15 лет 22 августа 1826 года. Отправлен из Петропавловской крепости в Сибирь 19 января 1827 года. Наказание отбывал в Читинском остроге и Петровском заводе. В Чите и Петровских казематах активно участвовал в организации музыкальных вечеров и спектаклей. Пел в хоре (бас). Предпочитал философскую литературу. Написал трактат — «Рассуждение о религии». Срок каторги сокращен до 10 лет 8 ноября 1832 года.
Вместе с братом отправлен досрочно на поселение в с. Онашино Енисейской губернии в декабре 1835 года, через год оба переселены в город Минусинск, имели собственный дом. Хороший столяр и слесарь. Всю мебель для дома сделал сам. Взял на попечение и несколько лет содержал в Минусинске богадельню. Получив разрешение на гражданскую службу, служил канцеляристом 4-го разряда. В 1854 году Н. А. Крюков умер, не дожив двух лет до амнистии, могила не сохранилась.
Жена (гражданская с 1842 года, обвенчаны 9 ноября 1853 года) — Марфа Дмитриевна Сайлотова, дочь хакаса и русской крестьянки (до этого была кухаркой у декабристов братьев П. П. и А. П. Беляевых). Их сын Тимофей Сайлотов — педагог, общественный деятель, Почётный гражданин Минусинска (1890 год), первый хранитель Минусинского краеведческого музея.

## Награды
За труды по топографической съемке награждён орденом Святой Анны 4 степени 10 июля 1822 года.